# Ixodes neitzi
Ixodes neitzi är en fästingart som beskrevs av Clifford, Walker och James E. Keirans 1977. Ixodes neitzi ingår i släktet Ixodes och familjen hårda fästingar. Inga underarter finns listade i Catalogue of Life.